# Vila de São Sebastião
Vila de São Sebastião ist eine portugiesische Gemeinde (Freguesia) im Kreis (Município) Angra do Heroísmo im Süden der Azoreninsel Terceira. In ihr leben 2048 Einwohner (Stand 19. April 2021).

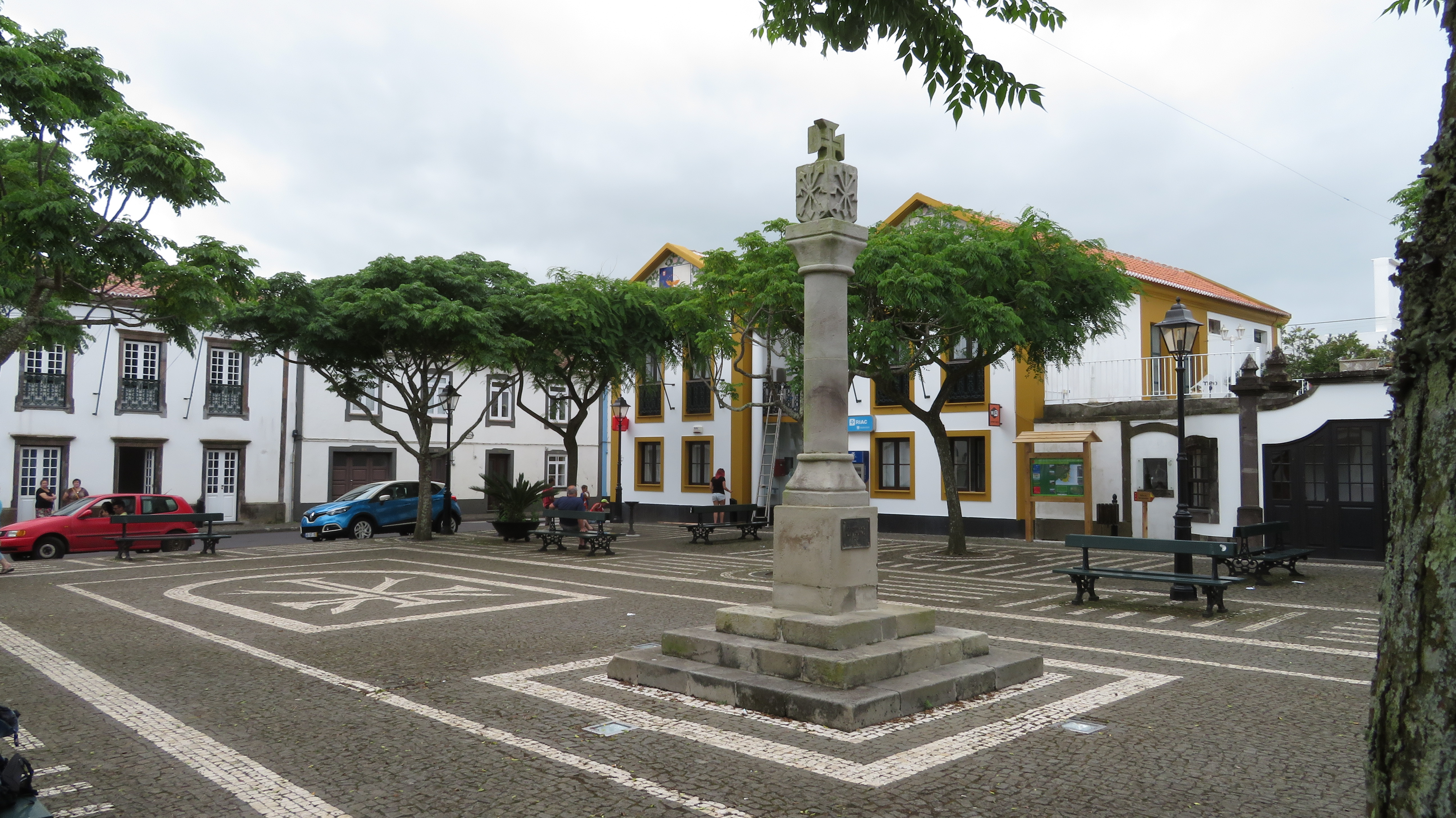
Hauptplatz mit Rathaus

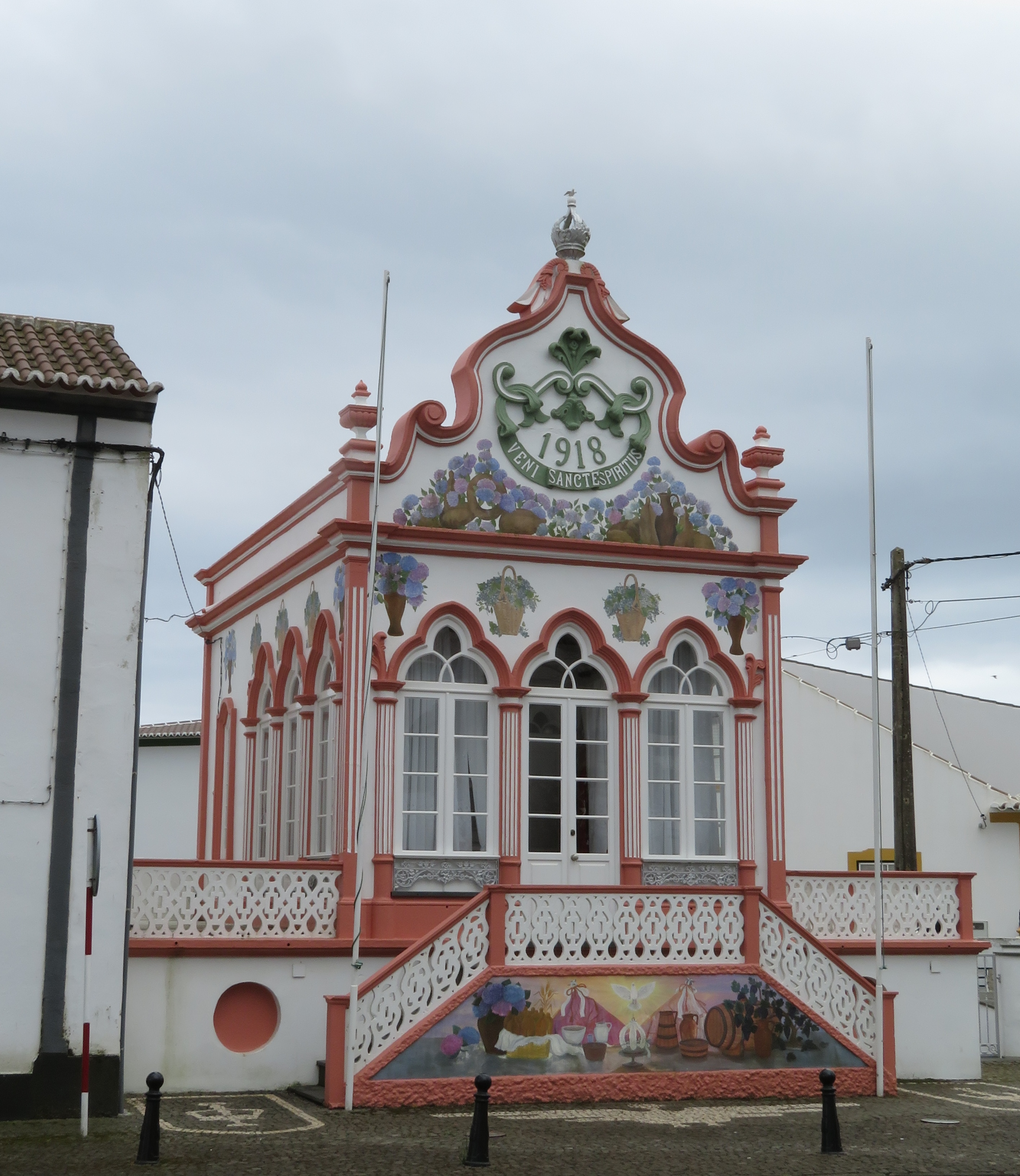
Heilig-Geist-Kapelle

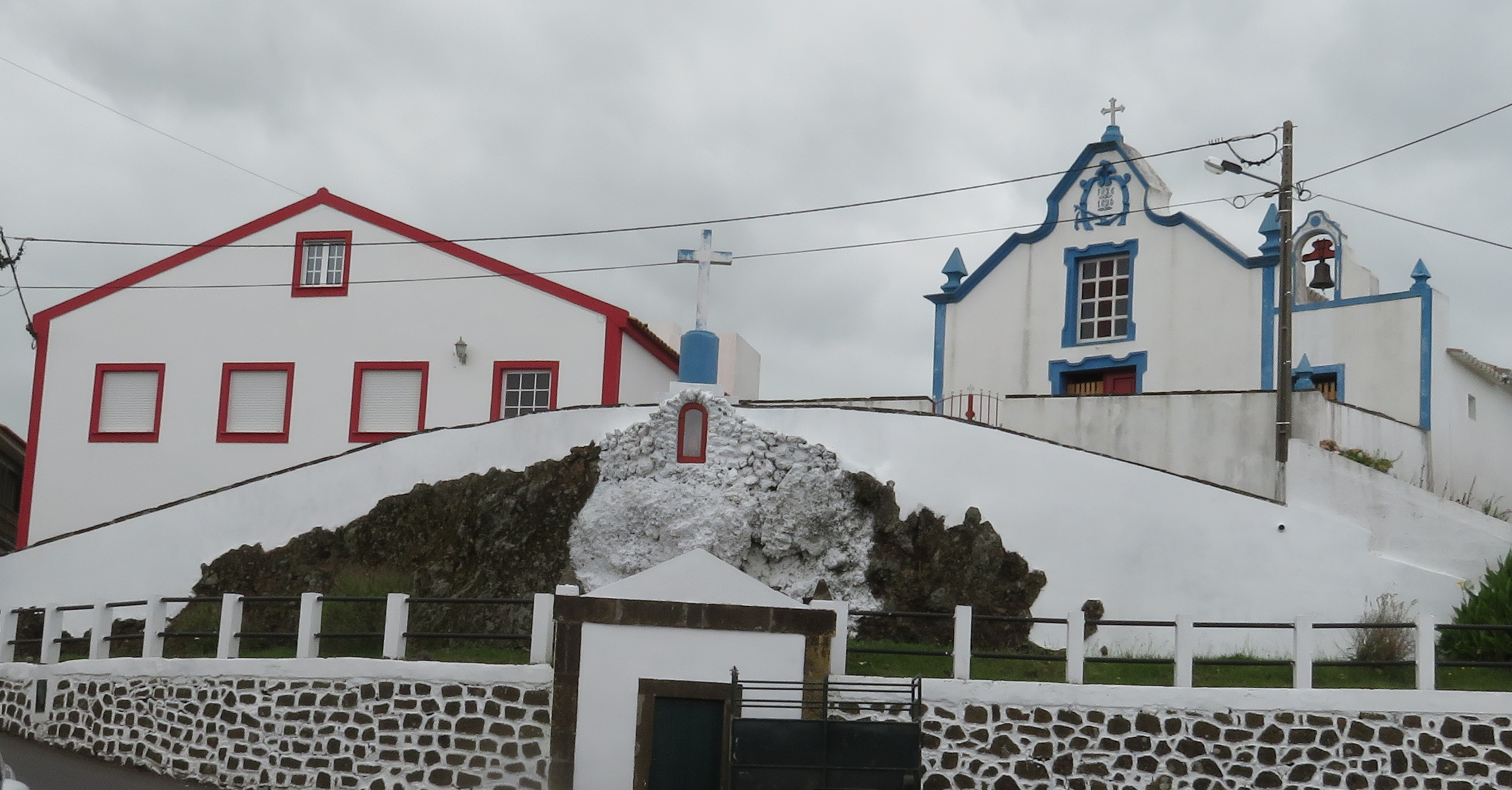
Kapelle Ermida de Santa Ana

## Geschichte

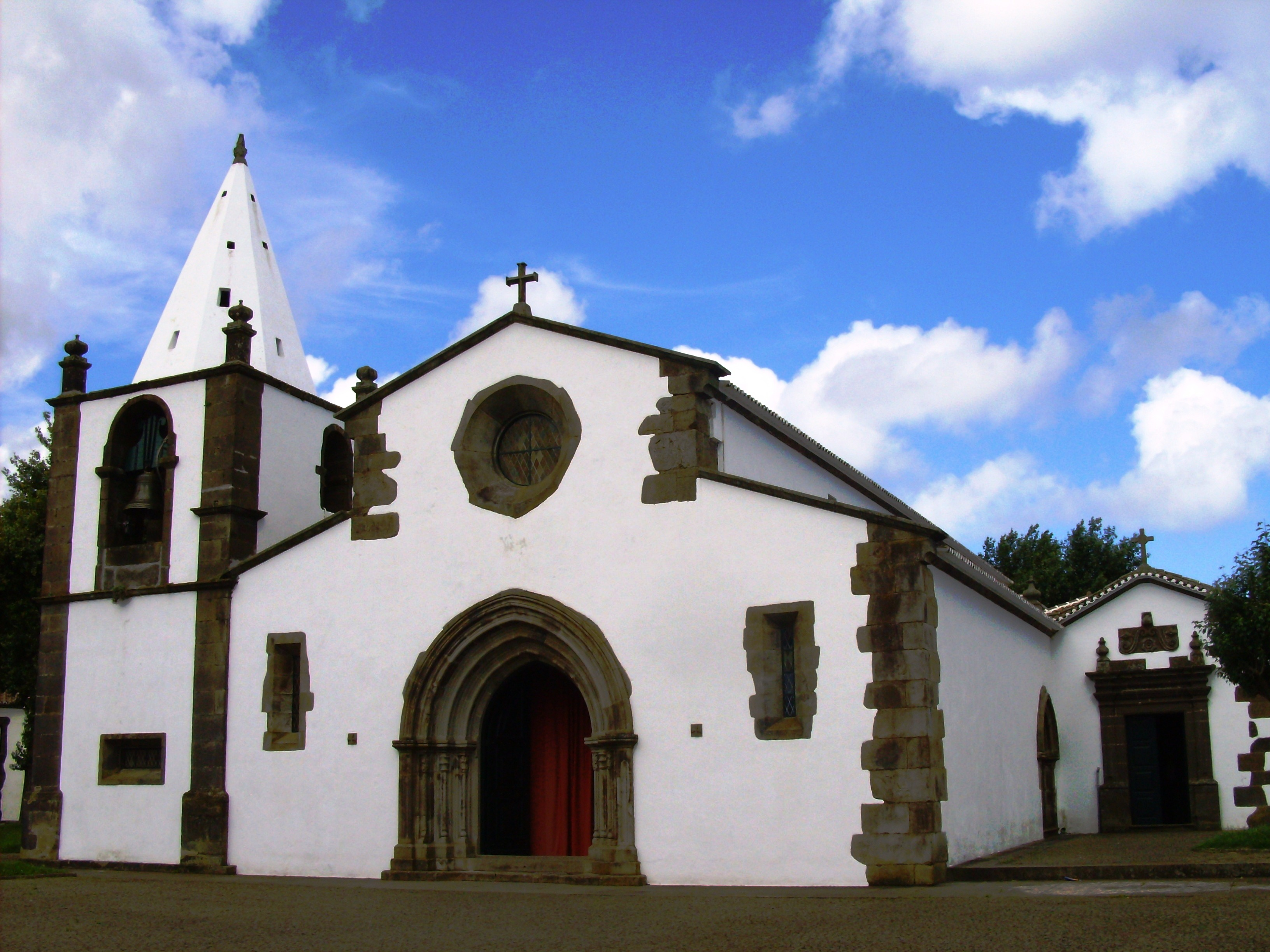
Die Kirche São Sebastião – älteste Kirche der Azoren

São Sebastião wurde um die Mitte des 15. Jahrhunderts gegründet und ist eine der ältesten Ortschaften der Azoren. Ursprünglich hieß der Ort „Lugar de Frei João“. Die Rechte einer Stadt (Vila, was wörtlich übersetzt „Kleinstadt“ bedeutet) wurden bereits 1503 verliehen und dabei der Name in São Sebastião geändert. São Sebastião wurde 1583 Sitz eines Landkreises. 1580 wurden in der Nähe der Stadt die heute teilweise nicht mehr erhaltenen Festungen Forte das Cavalas, Forte das Caninas, Forte da Greta, Forte de Santa Catarina das Mós, Forte do Bom Jesus, Forte do Pesqueiro dos Meninos, Forte de São Francisco und die Festung Forte de São Bernardo erbaut, da man Angriffe der Spanier befürchtete. 1581 fand in der Nähe der Stadt die Seeschlacht von Salga statt. 1801 wurde São Sebastião bei einem Erdbeben stark zerstört. 1849 zählte die Stadt 2 568 Einwohner. 1870 wurde der Landkreis São Sebastião bei einer Gebietsreform aufgelöst und dem Kreis Angra do Heroísmo einverleibt und der Stadt das Stadtrecht wieder entzogen. Bei dem Erdbeben von 1980 erlitt vor allem der östliche Teil der Stadt starke Schäden. Am 15. November 1983 wurde São Sebastião in Vila de São Sebastião umbenannt und am 24. Juni 2003 die Stadtrechte 133 Jahre nach ihrem Entzug und 500 Jahre nach ihrer Erstverleihung erneut verliehen.

## Stadtanlage und Bauwerke
Mittelpunkt der Stadt ist der rechteckige Platz Praça da Vila de São Sebastião mit dem Rathaus und mit einem Denkmal, das an die Seeschlacht von Salga erinnert.
São Sebastião ist wegen seiner gleichnamigen Pfarrkirche bekannt, mit deren Bau 1455 im gotischen Stil begonnen wurde, und die damit die älteste Kirche der gesamten Azoren ist. In ihrem Innern sind einzigartige spätmittelalterliche Fresken zu sehen, die neben den Heiligen Maria Magdalena, Martin und Barbara die Figur des Stifters der Kirche darstellen. Ebenfalls zeigen sie neben Jesus römische Soldaten, die Kleidung im Stil der Gotik tragen sowie eine Ansicht der Stadt Jerusalem mit gotischen Bauwerken. Die Fresken wurden erst 1930 bei einer Renovierung der Kirche zufällig entdeckt. Bei späteren Erweiterungen und Renovierungen des Kirchengebäudes wurden drei Kapellen im typisch manuelinischen Stil angefügt sowie die Sakristei mit einer Tür im Barockstil versehen.
Gegenüber der Kirche befindet sich der Império do Espírito Santo de São Sebastião, eine besonders farbenfroh bemalte Heilig-Geist-Kapelle, die 1918 auf einem Sockel über dem Straßenniveau erbaut wurde. Die teilweise erhaltene Festung Forte do Pesqueiro dos Meninos wurde um 1580 zum Schutz der Stadt vor Piratenüberfällen erbaut.
Die 1568 erbaute kleine Kapelle Ermida de Santa Santa Ana unweit der Pfarrkirche auf einer kleinen Anhöhe oberhalb des Platzes Praça da Fonte gilt als eines der ältesten sakralen Gebäude der Insel Terceira. Sie wurde im 17. Jahrhundert profaniert und diente anschließend als Unterkunft für Soldaten. 1830 wurde sie neu geweiht und 1939 renoviert.
Der Brunnen Chafariz de São Sebastião ist wegen seiner kunstvollen Steinmetzarbeiten der bekannteste Brunnen der Stadt.